# Arnold-Bode-Preis
Der Arnold-Bode-Preis der documenta-Stadt Kassel  wird seit 1980  an Künstler in Anerkennung ihrer herausragenden Leistungen für die Kunst der Gegenwart verliehen. Der mit 10.000 Euro dotierte Preis ist nach dem documenta-Gründer Arnold Bode benannt und wird durch die ebenfalls nach ihm benannte Arnold-Bode-Stiftung vergeben.
Das Grundkapital der Stiftung entstammt einigen Kunstwerken, die eine Reihe von documenta-Künstlern Arnold Bode anlässlich seines 75. Geburtstages am 23. Dezember 1975 schenkten.
Der Arnold-Bode-Preis wurde von 1980 bis 1988 jährlich, seitdem (in der Regel) zweijährlich, auf jeden Fall in einem documenta-Jahr verliehen. Die Verleihung findet in den Räumlichkeiten des Kasseler Kunstvereins – im Zusammenhang mit einer Ausstellung von Werken des Preisträgers – statt.
Eine Teilnahme des Preisträgers an einer documenta ist nicht Voraussetzung der Verleihung.

## Bisherige Preisträger
- 1980 Hannsjörg Voth
- 1981 Mario Merz
- 1982 Gerhard Richter
- 1983 Gerhard Merz
- 1984 Walter Pichler
- 1985 Ulrich Rückriem
- 1986 Rebecca Horn
- 1987 Wolfgang Laib
- 1988 Edward Kienholz
- 1990 Thomas Schütte
- 1992 Reiner Ruthenbeck
- 1994 Olaf Metzel
- 1996 Tony Oursler
- 1997 Richard Hamilton
- 1999 Penny Yassour
- 2001 Stan Douglas
- 2002 Maria Eichhorn
- 2004 Maurizio Cattelan
- 2006 Hans Schabus
- 2007 Romuald Hazoumé
- 2009 Urs Lüthi
- 2011 Goshka Macuga
- 2012 Thomas Bayrle
- 2014 Nairy Baghramian
- 2016 Hiwa K
- 2017 Olu Oguibe
- 2019 Hans Haacke
- 2021 Tania Bruguera und das Künstlerkollektiv Hannah Arendt Institut für Artivismus
- 2022 Wajukuu Art Project
- 2024 Gunter Demnig[1]